# Звезда (телесериал)
«Звезда́» (англ. Star) — американский телевизионный сериал, созданный Ли Дэниелсом и Томом Донахи, который вышел на Fox 14 декабря 2016 года.
22 февраля 2017 Fox продлил сериал на второй сезон, премьера которого состоялась 27 сентября 2017 года. 10 мая 2018 года сериал был продлён на третий сезон, премьера которого состоялась 26 сентября 2018 года.
11 мая 2019 года канал FOX закрыл телесериал после трёх сезонов.

## Сюжет
В центре сюжета находится музыкальный бизнес Атланты, в котором пытаются преуспеть три молодые певицы (в исполнении Райан Дестини, Джуд Деморест и Бриттани О’Грейди). Куин Латифа исполняет ведущую роль наставника певиц и по совместительству владелицу салона красоты.

## В ролях
- Джуд Деморест — Стар Дэвис
- Бриттани О’Грейди — Симона Дэвис
- Райан Дестини — Александра (Алекс) Крейн
- Амия Скотт — Коттон Браун
- Куинси Браун — Дерек Джонс
- Бенджамин Брэтт — Джахиль Ривера
- Куин Латифа — Шарлотта Браун

## Обзор сезонов
| Сезон | Сезон | Эпизоды | Оригинальная дата показа | Оригинальная дата показа |
| Сезон | Сезон | Эпизоды | Премьера сезона          | Финал сезона             |
| ----- | ----- | ------- | ------------------------ | ------------------------ |
|       | 1     | 12      | 14 декабря 2016          | 15 марта 2017            |
|       | 2     | 18      | 27 сентября 2017         | 23 мая 2018              |
|       | 3     | 18      | 26 сентября 2018         | 8 мая 2019               |

## Производство
Fox заказал съемки пилота в августе 2015 года, на волне успеха мыльной оперы «Империя». В декабре было объявлено, что Куин Латифа будет играть ведущую роль в проекте, тогда как на роли молодых певиц были отобраны неизвестные Райан Дестини, Джуд Деморест и Бриттани О’Грейди. Несколькими днями позже к пилоту присоединились Николас Гонсалес и Бенджамин Брэтт. 27 апреля 2016 года канал утвердил пилот и дал зелёный свет на производство первого сезона из тринадцати эпизодов. Также было объявлено, что Ленни Кравиц будет иметь периодическую роль в сериале.